# Inversochonidae
Famille
Les Inversochonidae sont une famille de Ciliés de la classe des Phyllopharyngea, et de l’ordre des Cryptogemmida.

## Étymologie
Le nom de la famille vient du genre type Inversochona, composé du préfixe latin invers‑, « retourné, renversé », et du suffixe ‑chona, « entonnoir », littéralement « entonnoir renversé », en référence à la forme de ces ciliés, en particulier du genre Kentrochona décrit par J. Rompel en 1894.

## Description
Les Inversochonidae ont une taille, petite (<80 µm) à moyenne (80 à 200 µm). Leur forme est parfois allongée, aplatie dorsoventralement. Des épines corporelles très lourdes et bien développées existent chez certaines espèces. Leur extrémité apicale est très large, aplatie, généralement simple, mais parfois avec quelques épines. Leur cône est aplati et ne présente pas de rotation. Ils présentent un collier  bien distinct. Leur ciliation se structure en un champ gauche plus grand que le champ droit, lequel peut être subdivisé en deux composants. Ils sont sessiles. Leur pédoncule est extrêmement court. Leur crypte est relativement peu profonde. Leur macronoyau est hétéromère et allongé. Au moins un micronoyau est présent. Vacuole contractile et cytoprocte sont absents. Leur mode d'alimentation est inconnu.
Le genre Kentrochona décrit par J. Rompel en 1894 « a la forme d'un ovoïde aplati dorso-ventralement et surmonté d'un large entonnoir aplati et non spiralé. Cet entonnoir se ferme sur lui-même comme un vrai entonnoir. Deux paires de baguettes rigides servent à le soutenir, une dorsale et une ventrale, cette dernière plus forte. Dans l'entonnoir est une zone de membranelle qui, après en avoir fait le tour, plonge ventralement dans le pharynx. Ce dernier part du fond de l'entonnoir, s'enfonce dans l'endoplasme en obliquant à droite et s'y perd. »

## Habitat
Les Inversochonidae vivent en milieu marin, sur des crustacés Nebaliidés.

## Liste des genres
Selon GBIF (19 août 2024) et Lynn (2010) :
- Ceratochona Jankowski, 1973
- Chonosaurus Jankowski, 1973
- Inversochona Jankowski, 1973 genre type
  - Espèce type : Inversochona peregra  Jankowski, 1973
- Kentrochona Rompel, 1894
- Pleochona Jankowski, 1973

Selon World Register of Marine Species (20 août 2024) :
- Ceratochona Jankowski, 1973
- Chonosaurus Jankowski, 1973
- Inversochona Jankowski, 1973
- Kentrochona Rompel, 1894

## Systématique
Le nom valide de ce taxon est Inversochonidae Jankowksi, 1973.